# 원주 평장리 마애공양보살상
원주 평장리 마애공양보살상(原州 平庄里 磨崖供養菩薩像)은 대한민국 강원특별자치도 원주시 소초면 평장리에 있는 고려 전기 시대의 불상이다. 평장리와 교항리를 잇는 탑고개의 골짜기 아래 암반에 음각으로 새겨진 것이 특징인데, 측면을 바라보면서 돌려앉아 공양물을 들고 있는 독특한 모습, 자연 암반에 음각으로 새겨진 모양새 등이 다른 불상과 두드러지는 특징이다.

## 개요
평장리 마애공양보살상은 3.68m 높이,6.2m 너비의 커다란 바위에 얕은 음각선을 새긴 보살상이다. 오른쪽 다리를 꿇고 왼쪽 다리를 굽힌 채로 오른쪽을 향해 비스듬히 앉은 마애공양보살은 양손에 연꽃으로 추정되는 공양물을 들고 있는데, 양 팔목에는 무늬가 없는 팔찌를, 머리에는 보관을 쓰고 있지만 긴 머리가 그대로 드러남이 특징적이다. 특히 마애공양보살상은 원주 평장리 석조불두와 가까운 거리에 있는데, 지척에 마애공양보살상과 불상이 함께 있는 것 역시 다른 불상과 두드러진다.
얕은 음각선을 새겨 간단하게 표현했다고 생각될 수 있지만 평장리 마애공양보살상은 상의의 주름이나 옷선은 물론 머리카락(보발)과 목주름(삼도) 등이 드러나 있으며, 하의에도 옷감선과 주름이 묘사되어 있는 등 마애공양보살을 자세하게 표현한 모습이 눈에 띈다. 특히 보관을 쓴 모습은 원주 매지리 석조보살입상과 닮아 있고, 공양하는 모습은 평창 월정사 석조보살좌상와 비슷해 고려시대의 불상 유파가 형성되었을 가능성을 보여주는 예라고 할 수 있다.
머리 부분에 6.25 전쟁으로 인한 총탄 자국이 남아있고, 42번 국도의 확장 및 개량 공사의 여파로 인근 지대가 높아져 홀로 움푹 파인 모양새를 하고 있는 것이 보존에 어려움을 주는 요소이지만, 2020년 원주 평장리 석조불두가 교항리에서 원래 위치인 지금의 자리로 이운하면서 마애공양보살상 역시 정비, 현재는 이따금씩 찾아오는 탐방객을 맞이하고 있다.

## 갤러리
- 마애공양보살상이 그려진 골짜기 원경
- 마애공양보살상이 있는 바위.

## 참고 자료
- 원주 평장리 마애공양보살상 - 국가유산청 국가유산포털